# Leucos (pez)
Leucos es un género de peces de la familia Cyprinidae. Fue descrito por Johann Jakob Heckel en 1843.

## Especies
- Leucos albus Marić, 2010
- Leucos aula Bonaparte, 1841
- Leucos basak Heckel, 1843
- Leucos panosi Bogutskaya & Iliadou, 2006
- Leucos ylikiensis Economidis, 1991